# Biserica „Sfinții Mucenici Gheorghe și Dumitru” - Suseni din Rucăr
Biserica „Sfinții Mucenici Gheorghe și Dumitru” - Suseni din Rucăr este un monument istoric aflat pe teritoriul satului Rucăr, comuna Rucăr. În Repertoriul Arheologic Național, monumentul apare cu codul 18536.02.